# 莫扎特广场站 (哥本哈根地铁)
莫扎特广场站（丹麥語：Mozarts Plads Station）是哥本哈根地铁一座车站，由哥本哈根地铁4号线使用。位于哥本哈根南港地区的莫扎特广场，并因此而得名。属于哥本哈根地铁4号线二期工程的一部分，2024年6月22日随哥本哈根地铁4号线二期工程竣工而开放。本站墙上饰有由丹麦艺术家克里斯蒂安·施密特-拉斯穆森（Christian Schmidt-Rasmussen）创作的视觉艺术作品。